# XX Победоносен Валериев легион
XX Победоносен Валериев легион (Legio XX Valeria Victrix; 20. Legion 'Valeria Victrix') e римски легион, сформиран през 31 пр.н.е. от Октавиан. Знакът му е скачаща дива свиня. Прекратява своето съществуване в края на III век.

## Основаване
Сформиран е през 31 пр.н.е. от Октавиан след битката при Акциум. Възможно е в него да са влезли войници от легионите на победения Марк Антоний. При образуването си легионът не получава име. Прозвището Valeria Victrix (Валериев Победоносен) е получено или след Панонското въстание през 6 г., когато легионът е командван от Валерий Месалин, или по-късно, през 61 г. след потушаването на въстанието на Боудика в Британия, също както Четиринадесети легион приема почетното прозвище Martia Victrix (Марсов Победоносен).

## Боен път
От 25 до 13 пр.н.е. участва в Кантабрийската война.
Легионът помага през 6 г. в разгромяването на въстанието в Панония. 
В Нойс потушава бунта от 14 г. Зимният му лагер е бил в лагера apud Aram Ubiorum до Кьолн. Участва в завладяването на Британия. През 68 г. части от легиона са изпратени в Рим за подкрепа на император Вителий. След това е стациониран в днешен Честър.
През 69/70 г. с командир Гней Юлий Агрикола легионът се бие против бригантите в Северна Англия и потушава въстанието на Венуций.
През 296 г. легионът е разформиран от император Констанций I Хлор, понеже помагал на узурпатора Караузий.